# Liv Køltzow
Liv Køltzow (født 14. januar 1945 i Oslo) er en norsk forfatter. Køltzow er uddannet cand. mag. i fagene idéhistorie, historie og engelsk. Under sin debut blev Køltzow som en af de vigtigste norske kvindelige forfattere. Hun var en del af forfatterteamet bag det modernistiske litteraturtidsskriftet Profil. Hun blev betragtet som en af de centrale norske feministiske forfattere i 1970'erne, og hendes roman Hvem bestemmer over Bjørg og Unni? (1972) er blevet starten på den norske militante og socialistisk feminisme i 1970'erne. Hendes stil er blevet beskrevet som en blanding mellem det observerende og det analytiske, mellem realisme og modernisme, hvilket er unikt indenfor norsk litteratur. Hun modtog Gyldendals legat i 1988. Hendes biografi om Amalie Skram vakte opsigt da den udkom. Derudover var hun den første modtager af Amalie Skram-prisen, i 1994 for hendes. Romanen Hvem har ditt ansikt blev nomineret til Nordisk Råds litteraturpris i 1989. Hun blev tildelt Brage-prisen i 1997 for hendes novelle Verden forsvinner.
Køltzow har også været aktiv som dramatiker, og var medforfatter til teaterstykket Jenteloven som skabte stor opsigt i 1970'erne.

## Priser
- Mads Wiel Nygaards legat 1975
- Gyldendals legat 1988
- Amalie Skram-prisen 1994
- Brageprisen 1997, for Verden forsvinner